# 施特拉登附近施泰因茨
施特拉登附近施泰因茨是奥地利施蒂利亚州费尔德巴赫县的一个市镇。总面积13.68平方公里，总人口1005人，人口密度73.5人/平方公里（2001年）。